# Thomas Köner

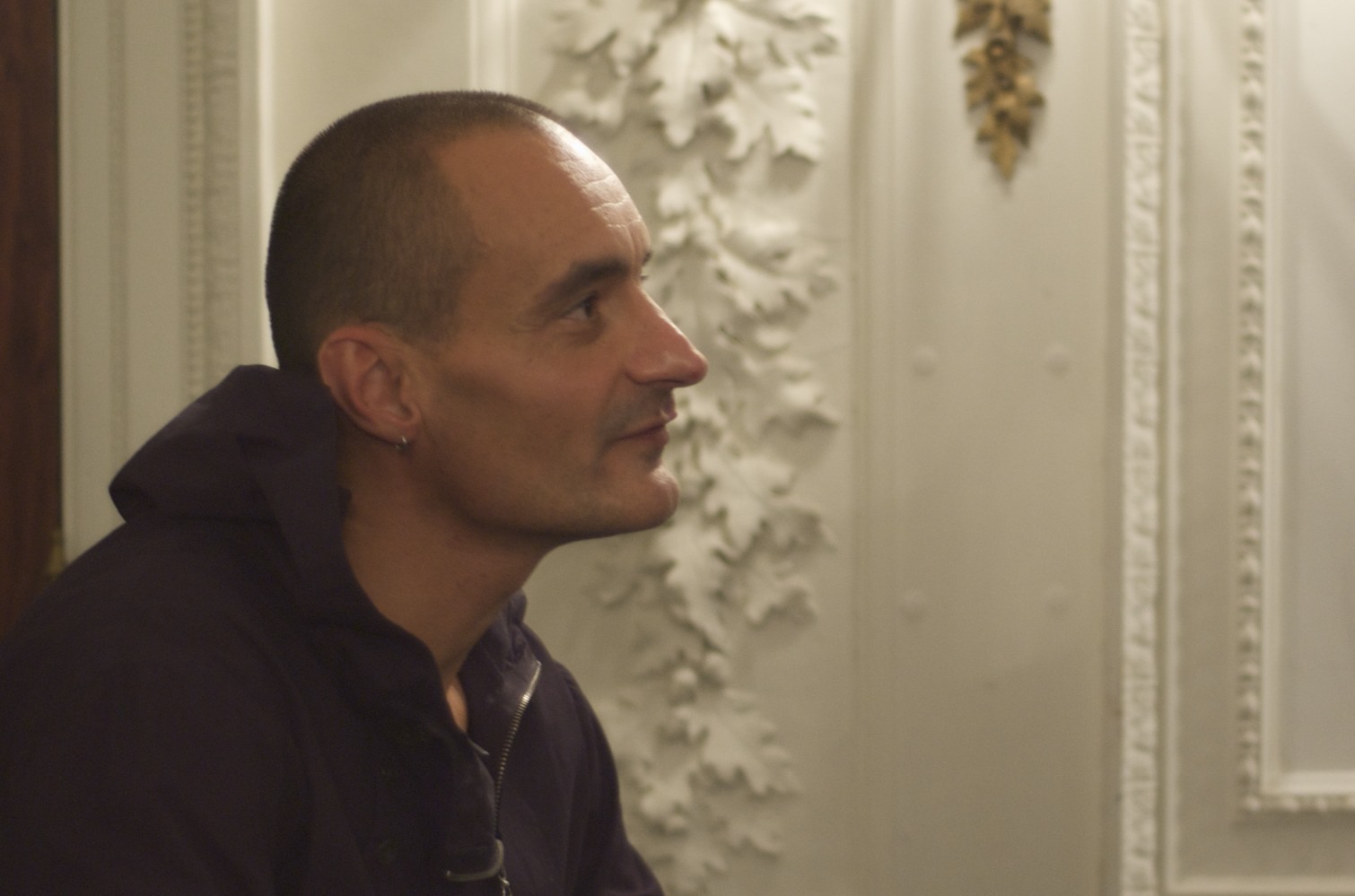
Köner nach einem Auftritt im
Goethe-Institut Boston (2010)

Thomas Köner (* 1965 in Bochum) ist ein deutscher Klang- und Multimediakünstler. Köner kombiniert in seinen Werken oft visuelle mit auditiven Erfahrungen.

## Leben
Köner studierte von 1985 bis 1990 elektronische Musik am CEM-Studio in Arnheim. Von 1987 bis 1992 folgte ein Studium an einem Konservatorium in Dortmund. 
Im Jahr 1990 erschien sein erstes Album Nunatak Gongamur auf dem niederländischen Label Barooni. 1992 und 1993 erschienen ebenfalls auf Barooni die Alben Teimo und Permafrost. Beide Alben wurden 1997 vom deutschen Label Mille Plateaux als Kompilation wiederveröffentlicht und dadurch einem größeren Hörerkreis zugänglich gemacht. Zusammen mit Nunatak erschien 2010 eine weitere Compilation der ersten drei Alben auf dem Label Type.
Zwischen 1992 und 1994 war Köner bei den RuhrSound Studios in Dortmund angestellt. Seit 1995 ist er als freischaffender Künstler tätig.
Im Jahr 1996 steuerte Köner neben Paul Schütze, Pete Namlook, Anton Fier, Haruomi Hosono, Mick Harris und Tetsu Inoue ein Stück für das Album Distill des Bill-Laswell-Projektes Divination bei. Mit dem Musiker Andy Mellwig veröffentlichte Köner unter dem Projektnamen Porter Ricks zwischen 1996 und 1999 eine Reihe stilprägender Dub-Techno-Veröffentlichungen auf Labels wie Chain Reaction, Mille Plateaux und Force Inc. Music Works. Das 1997 von der Gruppe Experimental Audio Research (Andy Mellwig, Eddie Prévost, Kevin Martin, Kevin Shields, Pete Kember) veröffentlichte Album The Köner Experiment griff seinen Namen im Titel auf und stand auch klanglich im Bezug zu seinen eigenen minimalen Techno-Entwürfen (Minimal Techno).
Gemeinsam mit dem Klangkünstler Asmus Tietchens gründete er das Projekt Kontakt der Jünglinge, das seit 2001 mehrere Alben und EPs veröffentlichte.
Sein Video Banlieue du Vide („Vorort der Leere“) entstand aus winterlichen Aufnahmen von Überwachungskameras, die Köner ohne Schnitte langsam überblendete und mit Drones und Field Recordings untermalte. Das Video erhielt 2004 bei den Prix Ars Electronica die Golden Nica in der Kategorie Digital Music & Sound Art.

## Diskografie

### Alben
- 1990: Nunatak Gongamur (Barooni)
- 1992: Teimo (Barooni)
- 1993: Permafrost (Barooni)
- 1995: Aubrite (Barooni)
- 1997: Thomas Köner / Nijiumu / Pauline Oliveros & Randy Raine-Reusch / Paul Schütze – Driftworks (Big Cat Records)
- 1998: Kaamos (Mille Plateaux)
- 2001: Thomas Köner / Asmus Tietchens – Kontakt der Jünglinge 1 (Die Stadt)
- 2001: Thomas Köner / Asmus Tietchens – Kontakt der Jünglinge 0 (Die Stadt)
- 2002: Unerforschtes Gebiet (Die Stadt)
- 2002: Daikan (Mille Plateaux)
- 2002: Thomas Köner / Asmus Tietchens – Kontakt der Jünglinge -1 (Die Stadt)
- 2003: Zyklop (Mille Plateaux)
- 2003: Thomas Köner / Asmus Tietchens – Kontakt der Jünglinge n (Die Stadt)
- 2004: Nuuk (MillePlateauxMedia)
- 2009: La Barca (Fario)
- 2012: Novaya Zemlya (Touch)
- 2014: Tiento de las Nieves (Denovali)
- 2014: Thomas Köner / Jana Winderen – Cloître (Touch)
- 2014: Thomas Köner / Asmus Tietchens – Kontakt der Jünglinge. Makrophonie 1 (Die Stadt)
- 2016: Tiento de la Luz (Denovali)
- 2020: Motus (Mille Plateaux)

### Singles und EPs
- 2002: Illusion of Safety / Thomas Köner – Heartmath / Intro / Col de Vence (Die Stadt)
- 2002: Asmus Tietchens / Thomas Köner / Illusion of Safety / Ditterich von Euler-Donnersperg – Untitled (Die Stadt)
- 2004: Thomas Köner / Asmus Tietchens – Kontakt der Jünglinge. Frühruin (Die Stadt)

### Compilations
- 1997: Teimo / Permafrost (Mille Plateaux)
- 2010: Nunatak • Teimo • Permafrost (Type)

## Auszeichnungen
- 2000: New Media Prize, Montreal
- 2001: Artist in residence Cité International des Arts, Paris
- 2004: Norman Award Best Film/Video, Stuttgarter Filmwinter
- 2004: Laureate, BBI Creation Contest, Freiburg
- 2004: Deutscher Klangkunst-Preis – Produktionspreis WDR, Marl
- 2004: Golden Nica bei den Prix Ars Electronica in der Kategorie Digital Music & Sound Art für Banlieue du Vide
- 2005: Tiger Cub Award, Best Short, International Filmfestival Rotterdam
- 2005: Transmediale.05 Award, International Media Art Festival, Berlin
- 2005: ARCO-Award, Best Young Artist, Feria International de Arte Contemporaneo Madrid
- 2006: Artist in residence Villa Aurora, Los Angeles
- 2007: Off Screen Award Best New Media Work, Images Festival Toronto
- 2009: EMARE grant European Media Art Network
- 2009: MuVi-Preis für das beste deutsche Musikvideo bei den Internationalen Kurzfilmtagen Oberhausen für Porter Ricks – Pasajeros peregrinos pilotos[5]
- 2016: Stipendiat der Villa Kamogawa, Kyoto, Japan[6]